# 紀元前262年
紀元前262年（きげんぜん262ねん）は、ローマ暦の年である。
当時は、「ルキウス・ポストゥミウス・メゲッルスとクィントゥス・マミリウス・ウィトゥルスが共和政ローマ執政官に就任した年」として知られていた（もしくは、それほど使われてはいないが、ローマ建国紀元491年）。紀年法として西暦（キリスト紀元）がヨーロッパで広く普及した中世時代初期以降、この年は紀元前262年と表記されるのが一般的となった。

## 他の紀年法
- 干支 : 己亥
- 日本
  - 皇紀399年
  - 孝霊天皇29年
- 中国
  - 周 - 赧王53年
  - 秦 - 昭襄王45年
  - 楚 - 考烈王元年
  - 斉 - 斉王建3年
  - 燕 - 武成王10年
  - 趙 - 孝成王4年
  - 魏 - 安釐王15年
  - 韓 - 桓恵王11年
- 朝鮮 :
- ベトナム :
- 仏滅紀元 : 285年
- ユダヤ暦 :

## できごと

### ギリシア
- アテナイの降伏後、マケドニア軍による長期間の包囲が続いた。アンティゴノス2世はアテナイに守備隊を再配置し、市に戦争を起こすことを禁じ、アテナイを哲学と学問の地として残した。

### 共和政ローマ
- 共和政ローマは、ハンニバル・ギスコ指揮下のカルタゴに占領されていたアグリゲントゥムを攻撃した。ローマ軍の攻撃は両執政官に率いられ、数ヶ月続いた。アグリゲントゥムの守備隊は援軍を求め、ハンノに率いられたカルタゴ軍が援護に到着し、ローマ軍の補給基地を破壊した。何度かの小戦闘の後、ローマ軍はアグリゲントゥムの戦いに勝利し、街は陥落した。ハンニバル・ギスコは戦闘の最後に何とか脱出に成功した。
- アグリゲントゥムを失った後、カルタゴ軍は解散した。その間、ローマ軍はアグリゲントゥムで略奪を行い、ギリシア人の住民を奴隷にした。ローマがシチリアからカルタゴを駆逐するのは決定的となった。

### シリア
- セレウコス朝の王アンティオコス1世の長男で長年の間、総督として王国の東側を治めていたセレウコスは、謀反の疑いをかけられ、父親に殺害された。
- アンティオコス1世は、成長しつつあるペルガモン王国を武力で打倒しようと試みた。ペルガモン王国の新しい王エウメネス1世は、サルディス近郊でアンティオコス1世の軍を破り、セレウコス朝の支配から街を解放した。
- アンティオコス1世は死去し、次男のアンティオコス2世が王位を継いだ。

### 中国
- 楚が州陵を秦に割譲して講和した。
- 秦の白起が韓を攻撃し、野王を陥落させた。

## 誕生
- アポロニウス - ギリシアの天文学者、数学者（紀元前190年没）
- 喜‐ 中国戦国時代末期から秦代にかけて秦に仕えた地方官吏（紀元前217年没）

## 死去
- フィレモン - アテナイの詩人、劇作家（紀元前362年生）
- アンティオコス1世 - セレウコス朝の王（紀元前323年生）